# الگا گیلوت
اُلگا گیلوت (اسپانیایی: Olga Guillot‎؛ ۹ اکتبر ۱۹۲۲ – ۱۲ ژوئیهٔ ۲۰۱۰) خواننده اهل کوبا بود.
پدر او از هنرمندان کاتالان بود که به کوبا مهاجرت کرده بود.
الگا گیلوت به «ملکهٔ بوله‌رو» شهرت داشت.